# Museo del Novecento w Mediolanie
Museo del Novecento (Muzeum XX wieku) – muzeum sztuki nowoczesnej i współczesnej, głównie włoskiej, mieszcząca się w Palazzo dell'Arengario w Mediolanie. W zbiorach muzeum znajduje się największa na świecie kolekcja prac Umberta Boccioniego.

## Historia

### Poprzednicy muzeum
Historia zbiorów Museo del Novecento sięga roku 1903, kiedy została założona Galleria d'Arte Moderna, gromadząca dzieła sztuki nowoczesnej, podarowane przez mieszkańców miasta. Pierwszym miejscem przechowywania kolekcji była Sala Balowa w Castello Sforzesco. W 1921 roku zbiory zostały przeniesione do Villi Reale, przekazanej rok wcześniej przez rodzinę królewską na rzecz miasta. W 1984 roku, z inicjatywy Mercedes Garberi, powołano do życia Civico Museo d'Arte Contemporanea (CIMAC; Miejskie Muzeum Sztuki Współczesnej). Miało ono prowizoryczną siedzibę na drugim piętrze Palazzo Reale. W 1998 roku zostało zamknięte. W 2005 roku jego zbiory zostały skatalogowane w ramach Sistema Informativo Regionale Beni Culturali. 

### Palazzo dell'Arengario
Na nową siedzibę muzeum sztuki XX wieku wybrano Palazzo dell'Arengario, zbudowany w latach 30. XX wieku obok Palazzo Reale. W latach 2007–2010 dokonano jego przebudowy pod kątem przyszłej ekspozycji.
Przekształcenie Palazzo dell'Arengario w Muzeum XX wieku, pod kierunkiem Itala Roty i Fabia Fornasariego, miało na celu zorganizowanie w budynku prostego muzeum, pozwalającego w optymalny sposób wykorzystać  wnętrza i zarazem przywrócić mu jego wyrazisty i atrakcyjny wygląd. W układzie pionowym budynku dodano system wind łączących podziemia z tarasem na dachu, z którego roztacza się widok na plac katedralny. Renowacja pałacu kosztowała 28 milionów euro. Muzeum poświęcono włoskiej sztuce nowoczesnej i współczesnej, zwłaszcza tej, która była tworzona i gromadzona w Mediolanie. Jak wyjaśniała dyrektor Muzeum, Marina Pugliese, futuryzm narodził się w Mediolanie, a miasto to stało się na przestrzeni ostatniego stulecia największym, pojedynczym centrum sztuki innowacyjnej we Włoszech. Stąd jednym z celów placówki jest umożliwienie mieszkańcom Mediolanu ponownego odkrycia artystycznej historii ich miasta.
Muzeum otwarto dla publiczności 6 grudnia 2010 roku. Ma ono 8500 m² powierzchni, z czego 4500 m² to powierzchnia wystawowa, a pozostałą część zajmują pomieszczenia usługowe (bar, restauracja, kasa, sala edukacyjna), depozyty i kotłownie.

## Zbiory
W muzeum zostało wystawionych dla publiczności około 400 prac, wybranych spośród prawie 4000 dzieł sztuki włoskiej XX wieku, będących własnością Civiche Raccolte d'Arte milanesi.
Ekspozycja obejmuje okres chronologiczny od obrazu Czwarta władza Giuseppe Pellizzy da Volpedo (1902) do Arte Povera.
Pierwsza sala poświęcona została twórcom międzynarodowej awangardy: Pablowi Picassowi, Braque’owi i Wassilemu Kandinsky’emu.
Po niej następuje sala dedykowana włoskim futurystom. Eksponowane są w niej słynne dzieła takich twórców jak: Umberto Boccioni (największa kolekcja jego prac na świecie), Giacomo Balla, Carlo Carrà, Ardengo Soffici, Mario Sironi, Achille Funi i Gino Severini.
Kolejne dwie sale przeznaczono na zaprezentowanie prac takich twórców jak: Giorgio Morandi, Giorgio de Chirico i Arturo Martini. Następne sekcje poświęcono sztuce okresu międzywojennego w tym ugrupowaniu Novecento oraz dziełom takich twórców jak: Salvatore Garau, Lucio Fontana, Fausto Melotti, Manlio Rho, Mario Radice, Carla Badiali, Mario Bardi. W dalszych pomieszczeniach wystawiono nieformalne prace z lat 50. i 60. W niewielkiej sali wyeksponowano dzieła Piera Manzoniego.
W oddzielnej sali zaprezentowano dorobek artystów spod znaku Arte Povera: Luciana Fabra, Maria Merza, Gilberta Zoria i Giuseppe Penone. Ostatnią kondygnację pałacu Arengario zdobi instalacja z fluorescencyjnych rur neonowych, zbudowana przez Lucia Fontanę w 1951 roku dla dekoracji monumentalnych schodów mediolańskiego Triennale. Po zakupieniu jej przez Ministerstwo Kultury jest ona obecnie jednym z najważniejszych eksponatów Museo del Novecento, widocznym zwłaszcza w nocy, od strony Piazza del Duomo. Lucio Fontana udekorował również sufit (15 x 9 m), pod którym neon został zawieszony. Trzy sale poświęcono dorobkowi rzeźbiarskiemu Marina Mariniego.
W 2015 roku, dzięki donacji Bianki i Maria Bertolinich, Muzeum wzbogaciło swe zbiory o dzieła światowej sztuki współczesnej, w tym prace tak znaczących artystów jak Andy Warhol, Daniel Buren, Robert Rauschenberg, Roy Lichtenstein, Joseph Kosuth i Frank Stella. 
Muzeum oprócz stałej kolekcji ma również pomieszczenia dla wystaw czasowych, takie jak Spazio Mostre i Sala Focus, w których prezentowane są rotacyjnie eksponaty z depozytów oraz Sala Archivi del Novecento, w której wystawiane są grafika i dokumenty.

## Główne dzieła sztuki
Giuseppe Pellizza
- Il Quarto Stato, 1901

Giacomo Balla
- Ragazza che corre sul balcone, 1912

Umberto Boccioni
- L'Homme en mouvement, 1913

Vassily Kandinsky
- Composition, 1916

Amedeo Modigliani
- Portrait de Paul Guillaume, 1916

Giorgio Morandi
- Natura morta con mezzo manichino di terracotta, 1919

Giorgio de Chirico
- Il figlio prodigo, 1922

Lucio Fontana
- Soffitto spaziale, 1956

Salvatore Garau
- Composizione, 1995

Piero Manzoni
- Merde d'Artiste, 1961

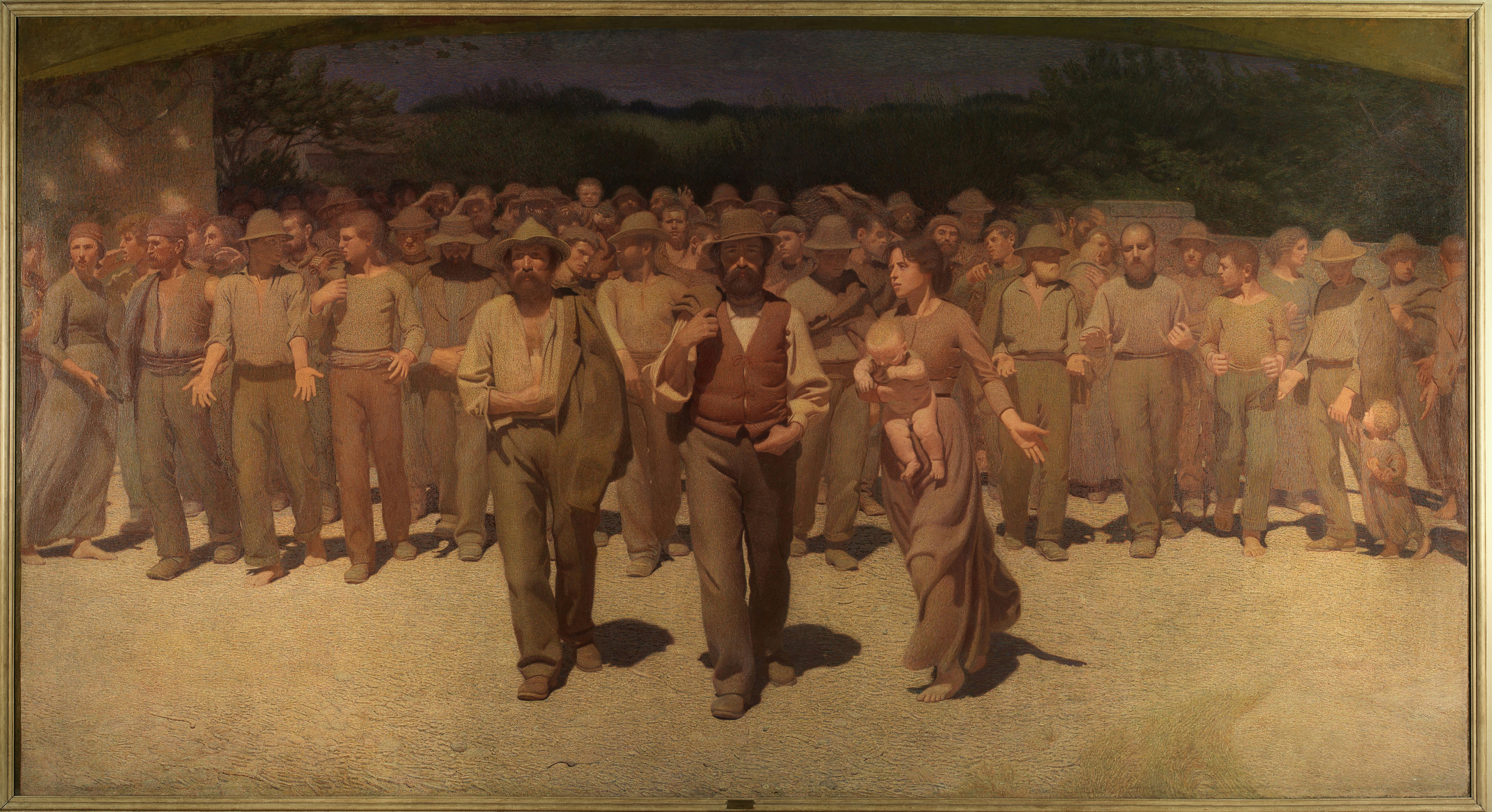
Giuseppe Pellizza da Volpedo, Czwarta władza, 1901
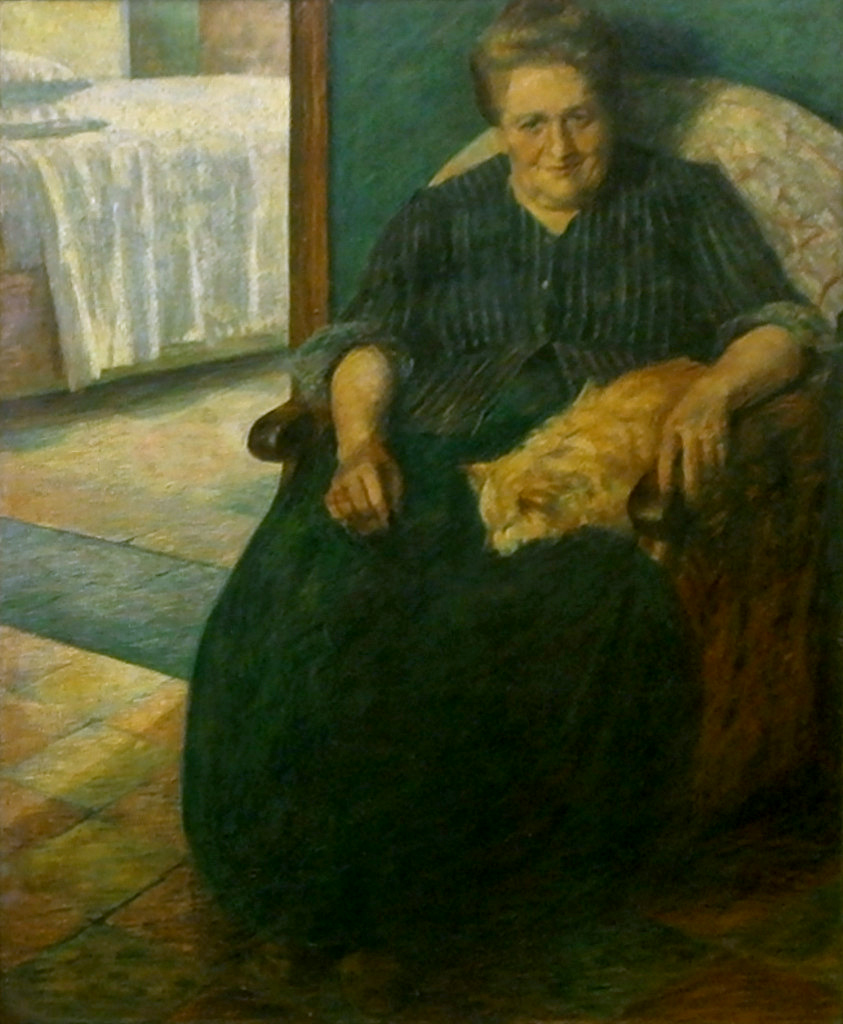
Umberto Boccioni, Pani Virginia, 1905
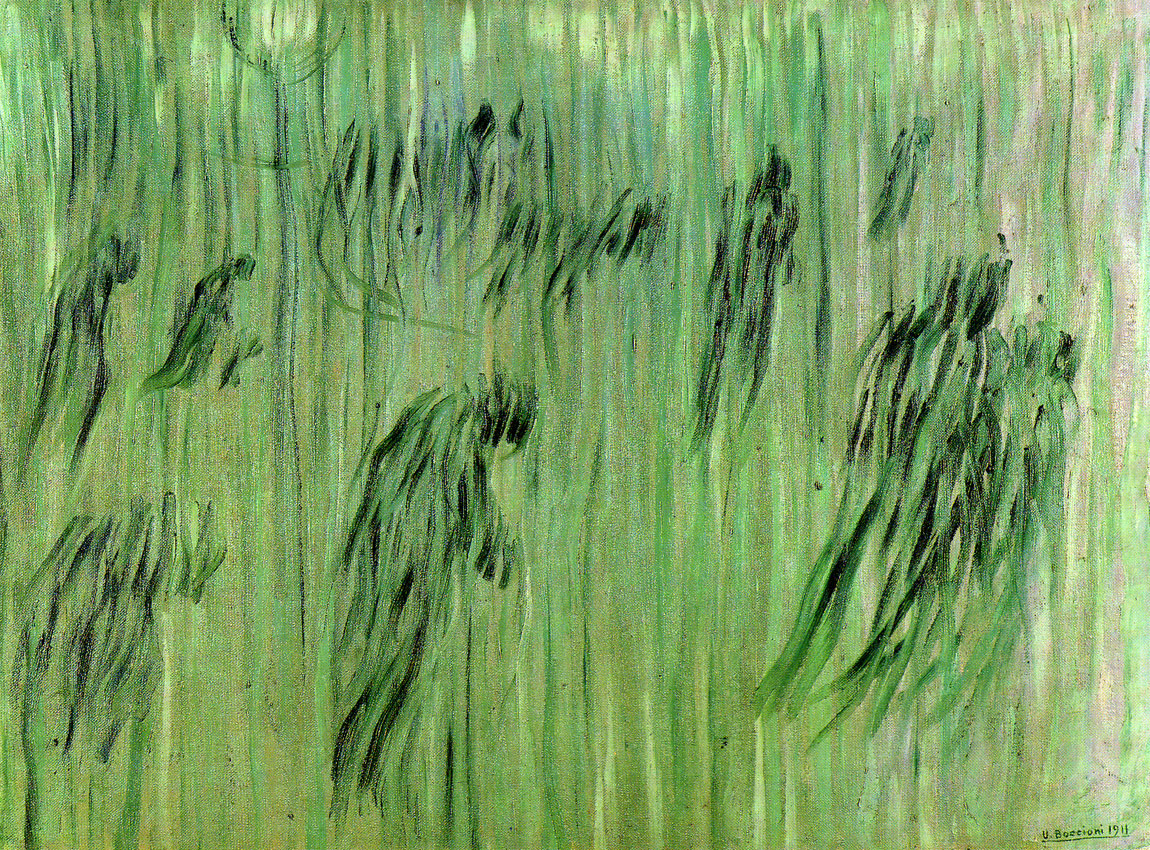
Umberto Boccioni, Stany duszy: Ci, co pozostają (wersja I), 1911
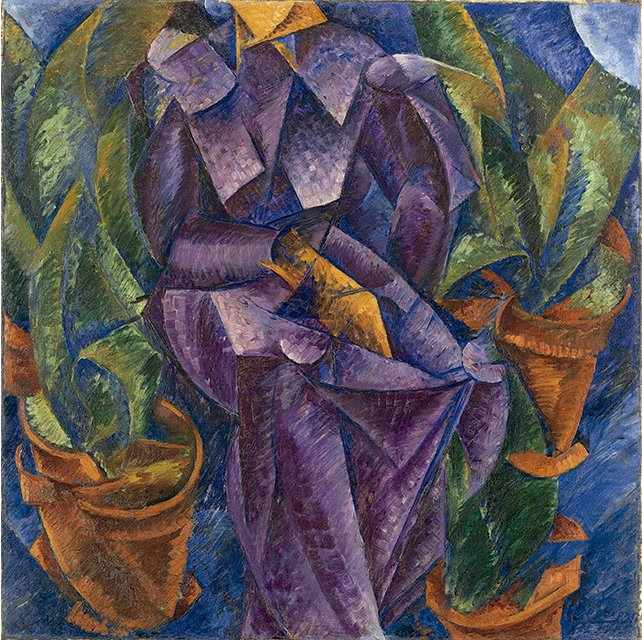
Umberto Boccioni, Konstrukcja spiralna, 1913
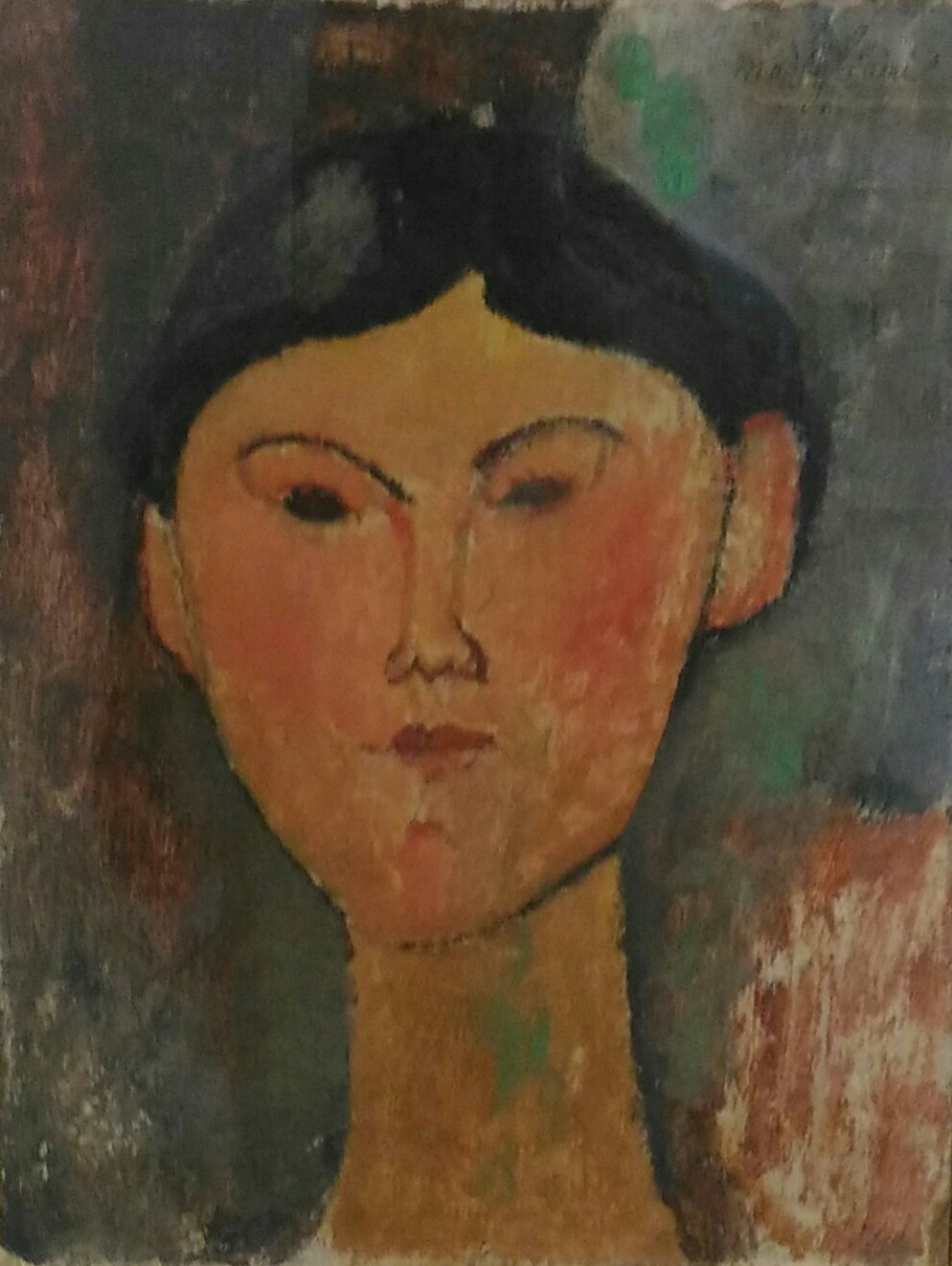
Amedeo Modigliani, Beatrice Hastings, 1915
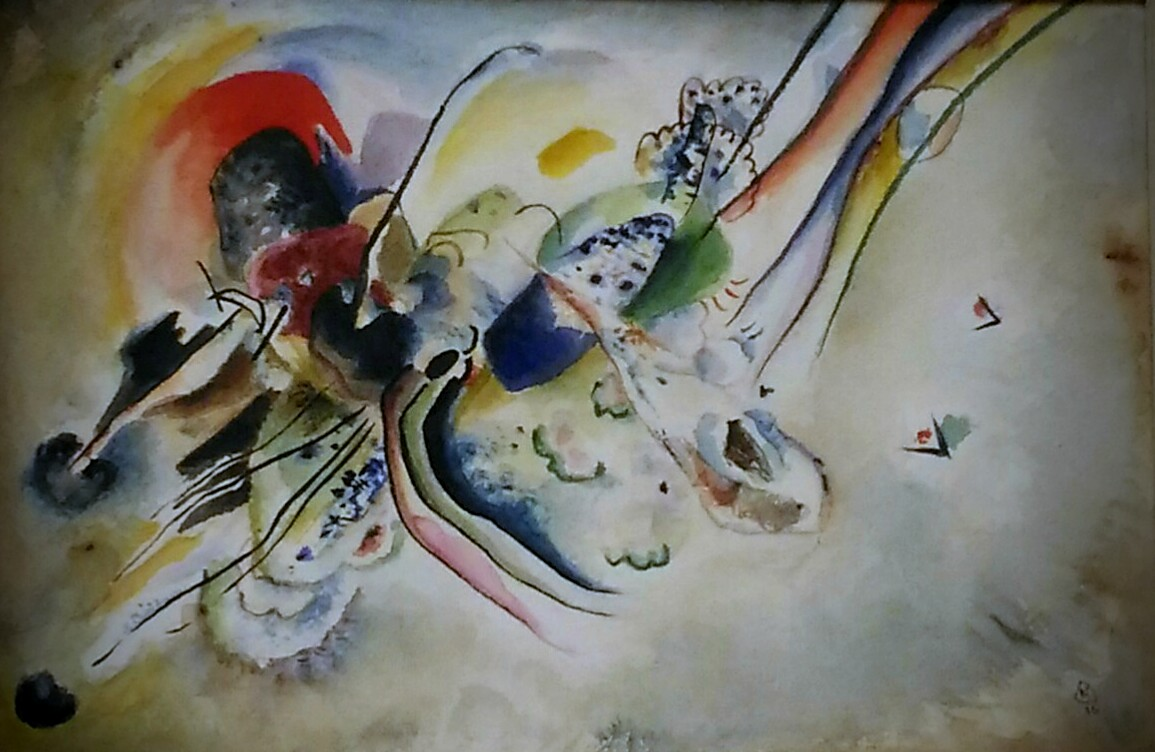
Wassily Kandinsky, Kompozycja, 1916

## Działalność naukowo-badawcza
Dużo uwagi poświęca się także badaniom na rzecz ochrony i zachowania dziedzictwa artystycznego XX wieku i sztuki współczesnej, ze szczególnym zainteresowaniem nowymi trendami artystycznymi. W tym celu nawiązano współpracę z Instytutami Historii Sztuki Uniwersytetu w Mediolanie i Uniwersytetu w Udine oraz z Istituto Superiore per la Conservazione ed il Restauro w Rzymie.